# Luis Sales
Pour les articles homonymes, voir Sales.
Luis Sales (Né à Valence le 20 avril 1745 – Décédé à Navajas le 10 septembre 1807) est un missionnaire espagnol dominicain de la fin du XVIIIe siècle envoyé en Basse-Californie.

## Biographie
Entré chez les Dominicains en Espagne, il répond à la vocation missionnaire et est envoyé en Nouvelle-Espagne. En 1773, il fait partie d'un premier groupe de missionnaires dominicains qui fut envoyé en Basse-Californie pour succéder aux franciscains, qui à leur tour avaient remplacé les jésuites expulsés en 1768 dans la mission d'évangélisation des indiens. De 1773 à 1790, il est en poste dans différentes missions, les plus connues étant celles de El Rosario, San Vicente et San Miguel. En 1790, malade, il reçoit l'autorisation de retourner à Valence où il mourut en 1807.
Luis Sales est surtout connu pour trois longues lettres écrites à un ami inconnu et dans lesquelles il décrit l'histoire de la péninsule et les modes de vie des peuples autochtones. Il est le premier à fournir une description relativement précise de la géographie de la péninsule de Basse-Californie, à commenter avec détails les coutumes et le tempérament des Indiens parlant les langues Kiliwa et Paipai. Dans sa seconde lettre, il fait œuvre d'historien et d'éthnologue racontant l'histoire de la conquête espagnole, avec une longue digression sur la crise de Nootka. La troisième lettre parle principalement des dominicains œuvrant en Basse-Californie.